# Iso (género)
El género Iso, el único de la familia monotípica Isonidae, es un grupo de peces actinopterigios marinos. Según ITIS esta familia es un taxón inválido y el género Iso lo considera dentro de la familia Notocheiridae, pero estudios filogenéticos recientes las consideran como familias distintas.
Se distribuyen por el océano Pacífico y el océano Índico.

## Especies
Se consideran cinco especies válidas:
- Iso flosmaris (Jordan y Starks, 1901)
- Iso hawaiiensis (Gosline, 1952)
- Iso natalensis (Regan, 1919)
- Iso nesiotes (Saeed, Ivantsoff y Crowley, 1993)
- Iso rhothophilus (Ogilby, 1895)